# 民主与法制
《民主与法制》是一份总部设在中国北京的法制刊物，由夏征农、罗竹风于1979年8月创刊于上海，1990年代移交中国法学会主办，杂志编辑部搬迁至北京。
《民主与法制》是文化大革命之后当代中国第一份面向公众的政法类杂志。